# Film jugoslavi proposti per l'Oscar al miglior film straniero
Nel corso degli anni, alcuni film jugoslavi sono stati proposti per la candidatura al Premio Oscar nella categoria miglior film straniero.
La Jugoslavia ha vinto in totale 0 statuette e ha avuto 6 candidature.
| Anno | Film                                                    | Lingua                               | Regia               | Risultato     |
| ---- | ------------------------------------------------------- | ------------------------------------ | ------------------- | ------------- |
| 1959 | La strada lunga un anno (Cesta duga godinu dana)        | Italiano                             | Giuseppe De Santis  | Candidato     |
| 1960 | Il treno senza orario (Vlak bez voznog reda)            | Serbo-Croato                         | Veljko Bulajić      | Non candidato |
| 1961 | Nono cerchio (Deveti krug)                              | Serbo-Croato                         | France Štiglic      | Candidato     |
| 1964 | Kozara - L'ultimo comando (Kozara)                      | Serbo-Croato                         | Veljko Bulajić      | Non candidato |
| 1965 | Skopje '63                                              | Serbo-Croato                         | Veljko Bulajić      | Non candidato |
| 1967 | Tre (Tri)                                               | Serbo-Croato                         | Aleksandar Petrović | Candidato     |
| 1968 | Ho incontrato anche zingari felici (Skupljači perja)    | Serbo-Croato                         | Aleksandar Petrović | Candidato     |
| 1969 | Piove sul mio villaggio (Biće skoro propast sveta)      | Serbo                                | Aleksandar Petrović | Non candidato |
| 1970 | La battaglia della Neretva (Bitka na Neretvi)           | Serbo-Croato, Inglese                | Veljko Bulajić      | Candidato     |
| 1972 | Crno seme                                               | Macedone                             | Kiril Cenevski      | Non candidato |
| 1973 | Il maestro e Margherita (Majstor i Margarita)           | Serbo-Croato, Italiano               | Aleksandar Petrović | Non candidato |
| 1974 | La quinta offensiva (Sutjeska)                          | Serbo-Croato, Inglese, Tedesco       | Stipe Delić         | Non candidato |
| 1975 | Il derviscio e la morte (Derviš i smrt)                 | Serbo-Croato                         | Zdravko Velimirović | Non candidato |
| 1976 | Quel rosso mattino di giugno (Sarajevski atentat)       | Serbo-Croato, Inglese, Ceco, Tedesco | Veljko Bulajić      | Non candidato |
| 1977 | Izbavitelj                                              | Serbo-Croato                         | Krsto Papić         | Non candidato |
| 1979 | Occupazione in ventisei quadri (Okupacija u 26 slika)   | Croato                               | Lordan Zafranović   | Non candidato |
| 1980 | L'uomo che bisognava uccidere (Čovjek koga treba ubiti) | Serbo-Croato                         | Veljko Bulajić      | Non candidato |
| 1981 | Poseban tretman                                         | Serbo                                | Goran Paskaljević   | Non candidato |
| 1982 | Ti ricordi di Dolly Bell? (Sjećaš li se Dolly Bell?)    | Serbo-Croato                         | Emir Kusturica      | Non candidato |
| 1983 | Miris dunja                                             | Serbo-Croato                         | Mirza Idrizović     | Non candidato |
| 1984 | Il grande trasporto (Veliki transport)                  | Serbo-Croato                         | Veljko Bulajić      | Non candidato |
| 1985 | Kraj rata                                               | Serbo                                | Dragan Kresoja      | Non candidato |
| 1986 | Papà... è in viaggio d'affari (Otac na službenom putu)  | Serbo-Croato                         | Emir Kusturica      | Candidato     |
| 1987 | Srećna nova '49                                         | Macedone, Serbo-Croato               | Stole Popov         | Non candidato |
| 1988 | Već viđeno                                              | Serbo-Croato, Esperanto              | Goran Marković      | Non candidato |
| 1989 | Život sa stricem                                        | Serbo-Croato                         | Krsto Papić         | Non candidato |
| 1990 | Il tempo dei gitani (Dom za vešanje)                    | Serbo-Croato, Romaní, Italiano       | Emir Kusturica      | Non candidato |
| 1991 | Il tempo dei miracoli (Vreme čuda)                      | Serbo-Croato                         | Goran Paskaljević   | Non candidato |
| 1992 | Original falsifikata                                    | Serbo-Croato                         | Dragan Kresoja      | Non candidato |

| Non candidato | Il film è stato proposto per la candidatura, ma non è stato selezionato dall'Academy of Motion Picture Arts and Sciences. |
| Short-list    | Il film è entrato nella "short-list" stilata a gennaio dei nove candidati per l'Oscar al miglior film straniero.          |
| Candidato     | Il film è entrato a far parte dei cinque candidati per l'Oscar al miglior film straniero.                                 |
| Vincitore     | Il film ha vinto l'Oscar al miglior film straniero.                                                                       |